# Indisk ibis
Indisk ibis (latin: Threskiornis melanocephalus) er en storkefugl, der lever i det sydlige og sydøstlige Asien.